# Garra salweenica
Garra salweenica är en fiskart som beskrevs av Hora och Mukerji, 1934. Garra salweenica ingår i släktet Garra och familjen karpfiskar. IUCN kategoriserar arten globalt som otillräckligt studerad. Inga underarter finns listade i Catalogue of Life.